# Grayson
Grayson — серия комиксов, которую в 2014—2016 годах издавала компания DC Comics.

## Синопсис
Главным героем серии является Дик Грейсон. Он завербован в Spyral, подпольную организацию, созданную Бэтвумен для слежки за супергероями.

## Коллекционные издания
| Название                            | Тип              | Дата выхода     | Собранный материал                                                                                  | Кол-во страниц | ISBN              |
| ----------------------------------- | ---------------- | --------------- | --------------------------------------------------------------------------------------------------- | -------------- | ----------------- |
| Grayson Vol. 1: Agents of Spyral    | Твёрдый переплёт | 3 июня 2015     | Grayson #1-4, Grayson: Futures End #1, Secret Origins Vol. 3 #8                                     | 160            | 978-1-4012-5234-2 |
| Grayson Vol. 2: We All Die at Dawn  | Мягкая обложка   | 20 января 2016  | Grayson #5-8, Grayson Annual #1                                                                     | 160            | 978-1-4012-5760-6 |
| Grayson Vol. 3: Nemesis             | Мягкая обложка   | 11 мая 2016     | Grayson #9-12, Grayson Annual #2, DC Sneak Peek: Grayson                                            | 160            | 978-1-4012-6276-1 |
| Grayson Vol. 4: A Ghost in the Tomb | Мягкая обложка   | 5 октября 2016  | Grayson #13-16, Robin War #1-2                                                                      | 184            | 978-1-4012-6762-9 |
| Grayson Vol. 5: Spiral’s End        | Мягкая обложка   | 4 января 2017   | Grayson #17-20, Grayson Annual #3, Nightwing: Rebirth #1                                            | 168            | 978-1-4012-6825-1 |
| Grayson: The Superspy Omnibus       | Твёрдый переплёт | 18 октября 2017 | Grayson #1-20, Grayson Annual #1-3, Grayson: Future’s End #1, Robin War #1-2, Nightwing: Rebirth #1 | 792            | 978-1-4012-7416-0 |

## Реакция

### Отзывы критиков
На сайте Comic Book Roundup серия имеет оценку 8,1 из 10 на основе 301 рецензии. Майк Логсдон из IGN дал первому выпуску 9 баллов из 10 и написал, что создатели «дали Дику Грейсону совершенно новую миссию, которая не только нова и интересна, но и достойна персонажа». Келли Томпсон из Comic Book Resources посчитала, что дебютный выпуск «стал хорошим началом для нового интересного комикса и нового направления DC». Грегори Л. Рис из PopMatters поставил первому выпуску оценку 7 из 10 и отметил, что у него «хороший сюжет», но «плохая обложка». Дэвид Пепос из Newsarama присвоил дебюту 8 баллов из 10 и пошутил в стиле Джеймса Бонда, что главного героя зовут «Грейсон. Дик Грейсон». Его подчинённый Пирс Лидон вручил первому выпуску 9 баллов из 10 и подчеркнул, что «жанр супершпионажа подходит не всем, но для Дика Грейсона он имеет большой смысл». Их коллега Форрест С. Хелви дал дебюту оценку 6 из 10 и посчитал, что «этот выпуск не обеспечил Грейсону перехода от супергероя к супершпиону». Норрин Пауэлл из Comics Bulletin поставил первому выпуску 3 звезды из 5 и написал, что комикс не оправдал его ожиданий. Тони Герреро из Comic Vine оценил дебют в 4 звезды из 5 и похвалил художников.

### Продажи
Ниже представлен график продаж сборников комикса за их первый месяц выпуска на территории Северной Америки.